# Парламентарни избори у Италији 1968.
Парламентарни избори у Италији 1968. су одржани 19. маја и видели су победу Хришћанске демократије, која је формирала владу.

## Резултати

### Дом посланика
| Странка                                                                               | Гласови    |            | Гласови (%) |       | Мандати |     |
| ------------------------------------------------------------------------------------- | ---------- | ---------- | ----------- | ----- | ------- | --- |
| Хришћанска демократија                                                                | 12.437.848 | +664.666   | 39,12       | +0,83 | 266     | +6  |
| Италијанска комунистичка партија                                                      | 8.551.347  | +783.746   | 26,90       | +1,64 | 177     | +11 |
| - Италијанска социјалистичка партија - Италијанска социјалистичко демократска партија | 4.603.192  | -1.528.915 | 14,48       | -5,46 | 91      | -29 |
| Италијанска либерална странка                                                         | 1.850.650  | -293.620   | 5,82        | -1,15 | 31      | -8  |
| Италијанска социјалистичка партија пролетерског јединства                             | 1.414.697  | -          | 4,45        | -     | 23      | -   |
| Италијански социјални покрет                                                          | 1.414.036  | -156.246   | 4,45        | -0,66 | 24      | -3  |
| Италијанска републиканска партија                                                     | 626.533    | +206.320   | 1,97        | +0,6  | 9       | +3  |
| Италијанска демократска партија монархијског јединства                                | 414.507    | -122.441   | 1,30        | -0,45 | 6       | -2  |
| Народна партија Јужног Тирола                                                         | 152.991    | +17.534    | 0,48        | +0,04 | 3       | =   |
| altri                                                                                 | 324.927    | -          | 1,03        | -     | 0       | -   |
| Укупно                                                                                | 31.790.428 |            | 100,00      |       | 630     |     |

### Сенат
| Partiti                                                                                        | voti       | voti (%) | seggi |
| ---------------------------------------------------------------------------------------------- | ---------- | -------- | ----- |
| Хришћанска демократија                                                                         | 10.963.320 | 38,35    | 135   |
| - Италијанска комунистичка партија - Италијанска социјалистичка партија пролетерског јединства | 8.577.473  | 30,00    | 101   |
| - Италијанска социјалистичка партија - Италијанска социјалистичко демократска партија          | 4.353.804  | 15,23    | 46    |
| Италијанска либерална странка                                                                  | 1.936.761  | 6,77     | 16    |
| Италијански социјални покрет                                                                   | 1.304.913  | 4,56     | 11    |
| Италијанска републиканска партија                                                              | 622.420    | 2,18     | 2     |
| Италијанска демократска партија монархијског јединства                                         | 312.621    | 1,09     | 2     |
| - Италијански социјални покрет - Италијанска демократска партија монархијског јединства        | 131.080    | 1,02     | 0     |
| Народна партија Јужног Тирола                                                                  | 131.071    | 0,46     | 2     |
| altri                                                                                          | 96.547     | 0,34     | 0     |
| Укупно                                                                                         | 28.590.897 | 100,00   | 315   |